# Eforo di Cuma
Eforo (Cuma eolica, 400 a.C. circa – 330 a.C. circa) è stato uno storico greco antico, incluso nell'elenco degli otto storici esemplari del Canone alessandrino.

## Biografia
Nato a Cuma eolica, in Asia Minore, Eforo visse ad Atene ed ebbe come maestro di retorica Isocrate, studiando con Teopompo. Suo figlio Demofilo seguì le sue orme come studioso ed erudito, aggiungendo ai 29 libri storici del padre un XXX sulla guerra sacra del 356 a.C..  A parte tali notizie, è certo che raggiungesse una tale notorietà da essere invitato da Alessandro Magno come storico ufficiale della sua spedizione contro i Persiani: tuttavia, Eforo avrebbe rifiutato, probabilmente per la tarda età, a favore di Callistene di Olinto. 

## Opere

### Le Storie
L'opera più importante di Eforo furono le Storie. 
Redatte in 29 libri, le Storie trattavano il lungo periodo che va dal ritorno degli Eraclidi nel Peloponneso (nel 1104 a.C.) fino alla terza guerra sacra (356 a.C.), ovvero l'inizio del regno di Filippo II; un XXX libro, che copriva gli anni dal 356 al 340 (ovvero l'assedio di Perinto da parte di Filippo II), fu completato dal figlio Demofilo.
Le Storie furono la prima opera storica divisa in libri dall'autore. A ciascun libro, Eforo premise un proemio. Delle Storie si sono conservati brevi, ma numerosi, frammenti e la traccia che Diodoro Siculo utilizzò per la propria Bibliotheca Storica.
Dall'opera, che era anche geografica e etnografica, furono esclusi tutti gli avvenimenti considerati mitici dall'autore, compresa la Guerra di Troia, poiché, come riportava l'autore nel proemio:
(F 9 J. - trad. A. D'Andria)
Oltre alla descrizione degli avvenimenti di Grecia, Eforo narrava anche gli eventi relativi ad altri popoli allora conosciuti, soffermandosi, nei libri IV e V, a descrivere la geografia del mondo conosciuto; i libri dal VI al XV andavano dall'età più remota, con il ritorno degli Eraclidi, all'inizio del V secolo a.C., mentre nei restanti 15 libri Eforo trattava del periodo compreso tra il 404 e il 358 a.C..

### Altre opere
Eforo si dedicò, oltre che alla storia "universale", ad altri generi, a metà tra erudizione e retorica.
Nell'Ἐπιχώριος λόγος, un "discorso locale", Eforo doveva celebrare, in linea con le tendenze isocratee, la sua patria, visto che uno dei due frammenti rimasti riguarda la teoria secondo la quale Omero sarebbe stato di Cuma: l'unico frammento sicuro pervenuto, infatti, istituisce un rapporto di parentela con Esiodo, raccontando che il nonno di Omero, Apelle, era fratello del padre di Esiodo, Dios.

Il Περὶ λέξεως era un trattato sullo stile che doveva porsi in modo abbastanza diverso dalle tendenze di Isocrate, che non stimolava tali discussioni teoriche, mentre nei due libri di Εὑρημάτων ὧν ἕκαστος εὗρε il cui titolo è citato in tal modo da Suda, mentre di solito è citato, in altri autori, come Περὶ εὑρημάτων, Eforo, si occupava del tema topico del protos heuretes.

## Metodo e limiti
Secondo alcuni studiosi, le sue opere mostrano mancanza di passione, nonostante il suo particolare interesse per lo stile e la partigianeria politica, ad eccezione del suo entusiasmo per Cuma; in effetti, anche gli autori antichi gli riputavano un certo rispetto come abile storiografo, anche se monotono. 
Particolare attenzione riveste, proprio sulla scorta di quanto ci è rimasto di Eforo in Diodoro, un artificio della tecnica narrativa, che può essere osservata la prima volta in Eforo, ossia la duplicazione. Eforo, infatti, utilizzava artifici retorici con cui riempire gli spazi vuoti ed estendere la narrazione del modello, spesso duplicandone una particolare narrazione: così, per esempio, il dibattito prima della battaglia di Micale era una povera imitazione del più famoso dibattito prima di Salamina, o ancora, il discorso sulle costituzioni di Sparta e Creta, riportato, rispettivamente, da Polibio e da Strabone, risultava improntato alla reduplicazione con variatio di alcuni stilemi.
Il suo stile era aulico e artificiale, probabilmente influenzato dall'ambito isocrateo, e sacrificava a volte la verità per un effetto retorico; infatti, secondo lo storico antico Dionigi di Alicarnasso, Eforo e Teopompo erano gli unici storici la cui lingua fosse accurata e rifinita.